# Cuaespinós de Minas Gerais
El cuaespinós de Minas Gerais (Cranioleuca pallida) és una espècie d'ocell de la família dels furnàrids (Furnariidae).

## Hàbitat i distribució
Habita els boscos de les terres baixes fins als 2000 m al sud-est del Brasil.